# Eric Feller Collection
Die Eric Feller Collection ist eine Privatsammlung historischer Tasteninstrumente (Clavichorde, Spinette, Cembali, Tafelklaviere, Hammerflügel, Tangentenflügel, Orgeln, moderne Klaviere und Flügel) und umfasst über 400 Instrumente. Sie befindet sich in Kellinghusen und gilt als eine der größten Privatsammlungen ihrer Art, mit der sich die Entwicklung der Tasteninstrumente ab dem 15. Jahrhundert anhand von Originalinstrumenten bekannter Hersteller zeigen lässt.
Der Schwerpunkt der 2004 von dem Pianisten Eric Feller begonnenen Sammlung liegt dabei besonders auf Tangenteninstrumenten sowie bei frühen Tasteninstrumenten bis 1830. Weiterhin besitzt die Sammlung zahlreiche frühe Tafelklaviere aus dem 18. Jahrhundert. Darunter bilden englische Tafelklaviere einen Schwerpunkt der Sammlung.
Weiterhin beherbergt die Sammlung eine umfassende Bibliothek von über 5000 Bänden Noten, Erstausgaben, Autographen und musikwissenschaftlicher Fachliteratur sowie eine Bibliothek mit Erstausgaben zur Philosophie.
Ziel der Sammlung soll neben der Erhaltung der kostbaren Instrumente und Konzerten ein Beitrag zur Instrumentenkundlichen Forschung und zur historischen Aufführungspraxis zu leisten.
Seit 2024 wird ein Teil der Sammlung im Museum „Betont“ im historischen Rathaus der Stadt Kellinghusen öffentlich ausgestellt.